# Dirty Dancing
Dirty Dancing (bra: Dirty Dancing – Ritmo Quente; prt: Dança Comigo) é um filme estadunidense de 1987, do gênero drama romântico e musical, dirigido por Emile Ardolino. O filme é protagonizado por Jennifer Grey no papel de Frances "Baby" Houseman, uma jovem que se apaixona pelo instrutor de dança Johnny Castle (Patrick Swayze) durante as férias em um resort. O filme foi baseado na adolescência da roteirista Eleanor Bergstein, que originalmente escreveu um roteiro para o filme It's My Turn com Michael Douglas em 1980, mas que acabou criando uma nova história para um filme que viria a ser Dirty Dancing.
O filme estreou no Festival de Cannes em 12 de maio de 1987 e foi lançado em 21 de agosto de 1987 nos Estados Unidos, faturando mais de US$ 217 milhões em todo o mundo. Foi o primeiro filme a vender mais de um milhão de cópias em vídeo caseiro, e a trilha sonora gerou vários singles de sucesso, incluindo "(I've Had) The Time of My Life", que ganhou o Globo de Ouro e o Oscar de Melhor Canção Original, e um Grammy por melhor dueto.
A popularidade do filme levou a uma sequencia Dirty Dancing: Havana Nights em 2004, e também a uma versão teatral que teve apresentações esgotadas na Austrália, Europa e América do Norte. Um remake feito para o canal americano ABC e foi lançado em 24 de maio de 2017.

## Sinopse
Frances Houseman, conhecida como Baby, está passando férias com a família num resort nos Catskills, na Colônia de Férias Kellermans. Um dia, ajudando Billy (um funcionário da colônia) a carregar melancias, ela descobre onde os funcionários do hotel se divertem e dançando uma dança sensual no salão central da colônia: o merengue. Lá conhece Johnny Castle, o instrutor de dança e dançarino do hotel, e acaba se apaixonando por ele. Penny, parceira de dança de Johnny, fica grávida ao se envolver com um dos garçons (Robbie), que a abandona e Billy sugere que Baby que dance com Johnny em seu lugar em um dos shows que faz no local para Penny poder fazer um aborto clandestino.
Baby e Johnny começam os ensaios e acabam se envolvendo e quando retornam do show descobrem que Penny está ferida após o aborto e Baby em desespero chama seu pai, médico, para atendê-la, esse fica achando que Johnny que era o pai do filho que Penny esperava, Baby e Johnny se envolvem cada vez mais e acabam passando noites juntos. Mas o pai de Frances, Jake, não aprova essa relação, pois considera Johnny um irresponsável, supostamente por acreditar que ele engravidou Penny e a incentivou que fazer um aborto, além de terem o acusado de furtar carteiras dos hóspedes, coisas que depois se mostram como não reais, já que o pai do filho que Penny esperava era Robbie e quem furtava as carteiras eram um casal de idosos hospedado no local, mesmo assim Johnny é demitido do local, mas retorna no dia da festa de encerramento da temporada da colônia de férias para fazer uma icônica apresentação com sua parceira Baby ao som de The time of my life.

## Elenco
| Ator/Atriz           | Personagem            |
| -------------------- | --------------------- |
| Patrick Swayze       | Johnny Castle         |
| Jennifer Grey        | Frances Baby Houseman |
| Jerry Orbach         | Dr. Jake Houseman     |
| Cynthia Rhodes       | Penny Johnson         |
| Jane Brucker         | Lisa Houseman         |
| Jack Weston          | Max Kellerman         |
| Kelly Bishop         | Marjorie Houseman     |
| Jane Brucker         | Lisa Houseman         |
| Lonny Price          | Neil Kellerman        |
| Billy Kostecki       | Neal Jones            |
| Max Cantor           | Robbie Gould          |
| Neal Jones           | Billy Kostecki        |
| Wayne Knight         | Stan                  |
| Paula Trueman        | Senhora Schumacher    |
| Miranda Garrison     | Vivian Presman        |
| Cousin Brucie Morrow | Mágico                |

## Trilha sonora
O álbum se tornou um enorme sucesso comercial. Vendeu mais de 32 milhões de cópias em todo o mundo e é um dos álbuns mais vendidos de todos os tempos. Duas canções deste filme fizeram parte de trilhas sonoras de novelas da Rede Globo, no ano de 1988, a primeira foi (I've Had) The Time of My Life - (Bill Medley & Jennifer Warnes), na trilha de Sassaricando, e She's Like the Wind - (Patrick Swayze) na de Fera Radical.
1. (I've Had) The Time of My Life - (Bill Medley & Jennifer Warnes) – 4:47
2. Be My Baby (The Ronettes) – 2:37
3. She's Like the Wind - (Patrick Swayze) – 3:51
4. Hungry Eyes (Eric Carmen) – 4:06
5. Stay (Maurice Williams and the Zodiacs) – 1:34
6. Yes (Merry Clayton) – 3:15
7. You Don't Own Me (The Blow Monkeys) – 3:00
8. Hey Baby (Bruce Channel) – 2:21
9. Overload (Alfie Zappacosta) – 3:39
10. Love Is Strange (Mickey & Sylvia) – 2:52
11. Where Are You Tonight (Tom Johnston) – 3:59
12. In The Still of the Night (The Five Satins) – 3:03

Faixas Extras - 20th Anniversary Edition
Em 15 de outubro de 2007, a RCA Records lançou uma edição de 20 anos da trilha sonora, contendo versões remasterizadas das músicas do álbum original mais faixas adicionais, além de um DVD com vídeos promocionais e material fotográfico.
1. "Big Girls Don't Cry" - The Four Seasons – 2:26
2. "Will You Love Me Tomorrow" - The Shirelles – 2:43
3. "Cry to Me" - Solomon Burke – 2:33
4. "Love Man" - Otis Redding – 2:16
5. "Do You Love Me" - The Contours – 2:54
6. "Some Kind of Wonderful" - The Drifters – 2:35
7. "Wipe Out" - The Surfaris – 2:38
8. "These Arms of Mine" - Otis Redding – 2:28

## Recepção
O Metacritic, que usa uma média ponderada, atribuiu ao filme uma pontuação de 65 em 100, baseado em 20 críticos, indicando críticas "geralmente favoráveis".

## Prêmios e Indicações
| Ano  | Premiação                 | Categoria                                                          | Indicado                       | Resultado |
| ---- | ------------------------- | ------------------------------------------------------------------ | ------------------------------ | --------- |
| 1988 | 60th Academy Awards       | Melhor Canção Original                                             | (I've Had) The Time of My Life | Venceu    |
| 1988 | Golden Globe Awards       | Melhor Canção Original                                             | (I've Had) The Time of My Life | Venceu    |
| 1988 | Golden Globe Awards       | Melhor Filme - Comédia ou Musical                                  | Dirty Dancing                  | Indicado  |
| 1988 | Golden Globe Awards       | Melhor Ator - Comédia ou Musical                                   | Patrick Swayze                 | Indicado  |
| 1988 | Golden Globe Awards       | Melhor Atriz - Comédia ou Musical                                  | Jennifer Grey                  | Indicado  |
| 1988 | Grammy Awards             | Melhor Performance Pop de Dueto                                    | Bill Medley e Jennifer Warnes  | Venceu    |
| 1988 | Grammy Awards             | Melhor Música Feita para um Filme, Televisão ou Outra Midia Visual | (I've Had) The Time of My Life | Indicado  |
| 1988 | Independent Spirit Awards | Melhor Filme Independente                                          | Dirty Dancing                  | Venceu    |